# Jennifer Geerties
Jennifer Geerties, coniugata Janiska (Nordhorn, 5 aprile 1994), è una pallavolista tedesca, schiacciatrice della LOVB Madison.

## Carriera

### Club
Jennifer Geerties inizia a giocare a pallavolo all'età di dieci anni con l'Emlichheim in Bassa Sassonia. Disputa la 1. Bundesliga 2010-11 con l'Olympia Berlino, club nel quale milita complessivamente per tre stagioni. Disputa la 1. Bundesliga 2013-14 con il Vilsbiburg, vincendo la Coppa di Germania e raggiungendo la finale in campionato.
A partire dalla stagione 2014-15 si unisce allo Schweriner, con il quale vince due campionati, una Coppa di Germania e due supercoppe tedesche; nell'annata 2019-20 si trasferisce in Italia, dove disputa la Serie A1 con l'Imoco di Conegliano, aggiudicandosi la Supercoppa italiana 2019, il campionato mondiale per club 2019 e la Coppa Italia 2019-20.
Rientra in Germania nel campionato 2020-21, questa volta per difendere i colori del Dresdner, sempre nella massima divisione tedesca, con cui, nella stagione successiva conquista la Supercoppa tedesca, dove viene premiata come MVP, e il campionato. Dopo un quadriennio con il club di Dresda, si trasferisce negli Stati Uniti d'America, dove è di scena nella prima edizione della League One Volleyball con la LOVB Madison.

### Nazionale
Nel 2013 debutta a livello internazionale con la Germania, aggiudicandosi dapprima l'European League e ottenendo in seguito il secondo posto al campionato europeo casalingo, seguito dalla medaglia d'argento all'European League 2014.

## Palmarès

### Club
- Campionato tedesco: 3

2016-17, 2017-18, 2020-21
- Coppa di Germania: 2

2013-14, 2018-19
- Coppa Italia: 1

2019-20
- Supercoppa tedesca: 3

2017, 2018, 2021
- Supercoppa italiana: 1

2019
- Campionato mondiale per club: 1

2019

### Nazionale (competizioni minori)
- European League 2013
- Montreux Volley Masters 2014
- European League 2014
- Montreux Volley Masters 2017

### Premi individuali
- 2011 - Campionato europeo under 18: Miglior realizzatrice
- 2021 - Supercoppa tedesca: MVP